# イマダイコーポレーション
株式会社イマダイコーポレーションは、愛媛県今治市常盤町に本社を置く海運会社。

## 概要
2004年に協和汽船のグループ会社として、四国地方・広島県芸予諸島でコンビニエンスストア事業を展開するサークルケイ四国株式会社の持ち株会社として設立。協和汽船グループで飲食事業を営むエムアンドエム株式会社よりサークルケイ四国の株式移動を受けて、サークルケイ四国の株式65%を所有していた。
2014年にサークルKサンクスにサークルケイ四国の株式を譲渡し、サークルケイ四国はサークルKサンクスの完全子会社となりグループから離脱した。現在は協和汽船や今治大島フェリーボートが定期航路などで運航していたフェリー・高速船を所有し、団体貸切向けにチャーター船事業を行っている。

## 事業所
- 本社 - 愛媛県今治市常盤町4丁目2番地8　今治タウンビル内
- 船舶事業部 - 愛媛県今治市片原町1丁目100番地3　みなと交流センター3F 312

## 沿革
- 2004年 - 「株式会社イマダイコーポレーション」設立。
- 2014年12月 - サークルケイ四国株式を株式会社サークルKサンクスに譲渡し、サークルケイ四国はサークルKサンクスの完全子会社となる。
- 2015年3月 - 今治大島フェリーボート株式会社と合併し存続会社となる。
- 2024年
  - 1月 - チャーター船「ニューおおしま7」が就航。
  - 2月 - 貸切フェリー「おおしま」が就航。

## 所有船
- ニューおおしま3
- ニューおおしま7
- おおしま

### かつての所有船
- 第八おおしま
- ニューおおしま8

## 関連会社
- 株式会社エムエムハウス（不動産業・施設管理）
- 株式会社しまなみ（道の駅施設運営・遊覧船運航等）